# Pioneer One
Pioneer One — американский телесериал, созданный Джошем Бернхардом и Брейси Смит в 2010—2011 годах.
Примечателен как тем, что финансировался исключительно за счёт пожертвований, так и тем, что стал первым сериалом, созданным и выпущенным для BitTorrent-сетей.
Распространяется под лицензией Creative Commons BY-NC-SA. К декабрю 2011 года были отсняты шесть эпизодов.

## Сюжет
Действие разворачивается в наши дни. Сериал начинается с падения в районе канадо-американской границы, в окрестностях Монтаны неизвестного объекта, испускающего радиацию. Объект оказывается советским космическим зондом с космонавтом на борту. Агенты Департамента внутренней безопасности США начинают расследование происшествия, привлекая к нему специалистов, планировавших полёт к Марсу для НАСА.

## Производство
Пилотный эпизод был снят при бюджете в 6000 долларов, пожертвованных людьми через Kickstarter. Сам сериал выпускается под лицензией Creative Commons и распространяется через Интернет с использованием сетей peer-to-peer (в сотрудничестве с сервисом VODO) так же, как и предыдущий независимый фильм Бернарда The Lionshare. Производство остальных эпизодов производится исключительно за счёт пожертвований фанатов.
6 октября 2010 года местная пресса сообщила, что съёмка второго эпизода происходила в Бингхэмтоне, штат Нью-Йорк.
5 ноября 2010 года Рэйчел МакЛоглин сообщила, что она работала координатором проекта и помощником режиссёра и что отсняты уже 3 эпизода.
Третий и четвёртый эпизоды были выпущены 28 марта и 28 апреля 2011 года соответственно.
23 июня было объявлено, что все материалы для пятого и шестого эпизодов отсняты. Этим съёмки первого сезона были завершены.

## Ошибки
- Станислав Евграфович Петров не был сослан в Сибирь за то, что не запустил ракеты. Более того, 19 января 2006 в Нью-Йорке в штаб-квартире ООН Станиславу Петрову международной общественной организацией «Ассоциация граждан мира» была вручена специальная награда «Человеку, который предотвратил ядерную войну».
- В конце первого эпизода, когда показан советский компьютер, принимающий сигналы, субтитр сообщает: «Baikonur Cosmodrome, Russian Federation», но космодром Байконур находится в Казахстане. При этом и город, и космодром находятся под юрисдикцией РФ, а сам город на период аренды значится ещё и городом федерального значения РФ. Так что вполне допустимо, что Байконур назван территорией Российской Федерации.

## Бюджет
Пилотный эпизод был снят на 6000$, которые были пожертвованы людьми через сайт Kickstarter. Так как у проекта нет традиционных источников финансирования, таких как заказ телесети или продажи ДВД-дисков, деньги собираются исключительно в качестве пожертвований фанатов. 29 июня 2010 года проект набрал 20 000$, необходимых для съёмок ещё трёх эпизодов. В феврале 2011 участники проекта заявили, что принимают платежи в биткойнах.

## В ролях
- Джеймс Рич (англ. James Rich) в роли агента Тома Тэйлора
- Александра Блатт (англ. Alexandra Blatt) в роли агента Софи Ларсон
- Джек Хейли (англ. Jack Haley, в оригинальном пилоте играл Мэтью Фостер (англ. Matthew Foster)) в роли доктора Закари Уолцера (характер, в значительной мере основанный на биографии Роберта Зубрина)
- Гай Вегенер (англ. Guy Wegener) в роли Вернона
- И. Джеймс Форд (англ. E. James Ford) в роли Дилео
- Лоренс Кантор (англ. Laurence Cantor) в роли Нортона
- Кэтлин О’Логлин (англ. Kathleen O'Loughlin) в роли Кристы
- Эйнар Гунн (англ. Einar Gunn) в роли МакКеллана
- Александр Евтушенко в роли Юрия

## Список эпизодов
| Номер серии | Название                                          | Режиссёр    | Сценарист    | Дата выпуска    |
| --- | ------------------------------------------------- | ----------- | ------------ | --------------- |
| 1 | «Earthfall» «Падение»                             | Брейси Смит | Джош Бернард | 16 июня 2010    |
| Неизвестный объект входит в земную атмосферу, привлекая к себе внимание правительства США. Так как он распространил радиацию на сотни миль вокруг окрестностей Монтаны, власти считают, что это была атака террористов, а именно так называемая грязная бомба. Однако, эта версия была отвергнута ведущим расследование агентом Тейлором. На месте падения обнаружен советский космический аппарат и человек в советском скафандре. Агенты департамента внутренней безопасности США получают разрешение от королевской канадской конной полиции на расследование в Канаде. Космонавт находится в нестабильном состоянии, а предварительные анализы крови показывают множество проявлений рака, из-за чего его доктор заявляет, что транспортировки пациент не перенесёт. В записке, найденной при нём сообщается, что он сын космонавтов, живущих в колонии на Марсе. В департаменте в марсианскую версию не верят и приказывают Тейлору перевезти человека в США для допроса по подозрению в терроризме. Однако, считая, что записка может быть правдой, агент игнорирует приказ и уничтожает разрешение от канадцев, заставляя команду остаться с ним. Тейлор также привлекает к расследованию доктора Закари Уолцера, эксперта, написавшего несколько работ о возможности выживания человека в марсианских условиях. В конце эпизода показан находящийся на байконурском космодроме старый советский компьютер, который включается и начинает принимать сигналы. |                                                   |             |              |                 |
| 2 | «The Man from Mars» «Человек с Марса»             | Брейси Смит | Джош Бернард | 15 декабря 2010 |
| Эксперт по исследованию Марса доктор Закари Уолцер пытается доказать, что космонавт действительно прилетел с Марса. Тем временем, у него обнаруживают рак, а также множество других болезней. При этом, правительство США требует перевезти его для допроса. Российские власти требуют разъяснить ситуацию. Канадские власти считают операцию Тейлора нарушением своего суверенитета и посылают своего человека, чтобы быть в курсе операции. Астроном, следящий за астероидами, предоставляет группе фотографию, на которой запечатлён корабль, похожий на Союз. Доктор Уолцер поясняет, что реакции космонавта на лекарства идут от того, что тот, живя в стерильной обстановке на Марсе, практически не имеет иммунной системы. Основываясь на этом, космонавту меняют лечение, и он идёт на поправку. Тем временем, история с космонавтом с Марса просачивается в прессу, но ей никто не доверяет. В зоне падения объявляется карантин, что позволяет агенту Тейлору и его группе продолжить расследование. Космонавта предложено называть Юрием, пока он сам не скажет своего имени. |                                                   |             |              |                 |
| 3 | «Alone in the Night» «Один в ночи»                | Брейси Смит | Джош Бернард | 28 марта 2011   |
| К Юрию приглашают медсестру Джейн со знанием русского языка, занимающуюся с детьми в хосписах. Она рассказывает ему сказку о Жар-птице, но не заканчивает её, говоря, что если Юрий хочет узнать, чем закончилась сказка, он должен нарисовать что-нибудь. Тем временем, доктор Уолцер ищет способ узнать месторасположение базы советских колонистов на Марсе. Юрий нарисовал на листе последовательность точек, но когда Джейн пытается дотронуться до него, выясняется, что у него сломана рука. Уолцер поясняет, что при длительном пребывании в невесомости у космонавтов может начаться костная болезнь, похожая на остеопороз. Он также выясняет, что последовательность точек, нарисованная Юрием, есть ничто иное, как обозначение движения Земли во время её максимального сближения с Марсом, и на основе этого рисунка он может узнать местоположение базы. В конце эпизода Юрий произносит своё первое слово за сериал: «Жар-птица». |                                                   |             |              |                 |
| 4 | «Triangular Diplomacy» «Трёхсторонняя дипломатия» | Брейси Смит | Джош Бернард | 28 апреля 2011  |
| В СМИ просачивается всё больше информации об инциденте. Кроме того, заместитель главы департамента внутренней безопасности МакКеллан встречается с российским послом, который требует, чтобы космонавт был возвращён России. Тем временем, Юрий и Джейн налаживают контакт; выясняется, что Юрий понимает английский. Доктор Уолцер ищет в воде из капсулы следы марсианских минералов, но ему требуется помощь более опытного химика. Чтобы прекратить циркуляцию слухов о том, что на базе содержится нечто с Марса, Вернон просит своего знакомого, чтобы тут выступил на известном радиошоу с безумной версией о скрываемой властями марсианской чуме. |                                                   |             |              |                 |

## Критика
В первую неделю после релиза, пилотный эпизод был скачан более 420 000 раз, что было на 170 000 больше, чем предсказывалось. На 29 марта 2011 года первые три эпизода были скачаны с VODO почти 2 000 000 раз. Сколько раз его скачали через другие сервисы и BitTorrent сказать сложно. Первые обзоры были позитивными: многие критики хвалили сериал за удивительно высокое качество для независимого проекта. Например, блог Download Squad описал первый эпизод как «Удивляющий … Мне бы хотелось, чтобы у шоу было больше эпизодов, когда оно будет закончено». Нью-Йоркский телевизионный фестиваль отметил первый эпизод как «Лучший драматический пилот» на своём ежегодном соревновании независимых пилотных серий.